# Nevada State Route 372
Nevada State Route 372 (ook SR 372 of Charles Brown Highway) is een 13 kilometer lange state route in de Amerikaanse staat Nevada, die van de grens met Californië naar de SR 160 loopt. De state route bevindt zich geheel binnen Nye County. State Route 372 begint op de staatsgrens als voortzetting van California State Route 178. De state route loopt vervolgens oostwaarts door Pahrump en eindigt in die plaats bij een kruising met de SR 160. Dagelijks rijden er afhankelijk van de locatie gemiddeld tussen de 800 en 10.500 voertuigen over State Route 372 (2013).
De weg was eerder het westelijke uiteinde van de langere State Route 52 en bestond in ieder geval in de jaren 30 van de 20e eeuw. In 1950 verscheen de weg voor het eerst op de kaart als een grindweg en zes jaar later voor het eerst als verharde weg. Toen in 1976 in Nevada de nummering van de wegen werd veranderd kreeg het huidige traject het nummer 372.